# پروانگی (فیلم)
پروانگی فیلمی به کارگردانی قاسم جعفری و نویسندگی فرهاد طب‌نوری و علیرضا کاظمی‌پور محصول سال ۱۳۹۰ است.

## بازیگران
- سعید راد
- مهدی سلوکی
- بهمن نادیاب